# 任那

任那

1. 

| 三国時代、4～5世紀半ばの朝鮮半島左は日本の教科書で見られる範囲、右は韓国の教科書で見られる範囲。半島西南部の解釈には諸説がある。 |  | 三国時代、4～5世紀半ばの朝鮮半島左は日本の教科書で見られる範囲、右は韓国の教科書で見られる範囲。半島西南部の解釈には諸説がある。 |
| 三国時代、4～5世紀半ばの朝鮮半島左は日本の教科書で見られる範囲、右は韓国の教科書で見られる範囲。半島西南部の解釈には諸説がある。 |  | |

任那（みまな/にんな、임나、?-562年）は、古代に存在した朝鮮半島南部の地域を指す歴史地理的地名。主として『日本書紀』に代表される日本の史料において用いられる他、『宋書』や広開土王碑文等に用例がある。一般的に伽耶と同一、または重複する地域を指す用語として用いられる。

## 概要
一般的に『三国志』に登場する狗邪韓国（倭人伝）または弁辰狗邪国（韓伝）の後継にあたる金官国を中心とする弁韓、辰韓の一部、馬韓の一部（現在の全羅南道を含む地域）を含む地域を指す地名とされる。任那諸国の中の金官国（現在の慶尚南道金海市）を指すものと主張する説もある（後述）。
後に狗邪韓国（金官国）そして任那となる地域は、弥生時代中期（前4、3世紀）に入り従来の土器とは様式の全く異なる弥生土器が急増し始めるが、これは後の任那に繋がる地域へ倭人が進出した結果と見られる。
第二次世界大戦後、政治的な理由により任那問題を避けることが多くなっていたが、倭が新羅や百済を臣民としたなどと書かれている『広開土王碑』の改竄説が否定され、史料価値が明確になったこと、またいくつもの日本固有の前方後円墳が朝鮮半島南部で発見され始めたことなどから、近年ヤマト朝廷そのもの或いは深い関連を持つ集団による影響力の存在について認める様々な見解が発表されている。また、『隋書』や『宋書』においても、任那という用語を散見する。
仮に、倭国からの使者の言い分だとしても、その他の朝鮮半島の諸国の条もあり、公平な記述とし、東夷伝の中で謳っており、『宋書』を編纂した沈約により、隋朝の直前までの南北朝時代の前半には、中原の地ではそのように認定していたと考えられる。

## 語源と読み
任那の語源については、『三国遺事』所収の『駕洛国記』に見える首露王の王妃がはじめて船で来着した場所である「主浦」村の朝鮮語の訓読み（nim-nae）を転写したものとする鮎貝房之進の説が日本の学界では主流を占める。また日本語呼称の「みまな」は、「nim-na」という語形が、日本語の音節構造に合わせて開音節化（音節末子音に母音が付加されること。この場合はm→ma）した後に、逆行同化（後続音の影響を受けて前部の音が変化すること）によって語頭子音のnがm化した結果成立したものと推定されている。
日本書紀によると、第11代垂仁天皇の時代、大加羅国の王子都怒我阿羅斯等が来朝し、帰国の際に先代崇神天皇の諱（ミマキイリヒコ）である「みまな」（任那、弥摩那、彌摩那）を国名にするよう詔したとの記述がある。
摂津国風土によると任那は色々な魚を献上することから御真魚（みまな）と呼ばれるようになっとある。

## 領域
任那の指す領域については、相異なった二つの見方＝広義と狭義とがある。

### 狭義の任那説
狭義の任那は、任那地域に在った金官国（現代の慶尚南道金海市）を指す。田中俊明や熊谷公男は「金官」の名は『日本書紀』継体天皇23年4月条にこの国を構成する4つの邑の1つとして登場することから、「金官」の国名を首邑のあった邑名に由来すると説き、本来は「任那」と称される邑に首邑があったが、400年の高句麗の侵攻によって本来の首邑「任那」を失って金官に首邑を移したために国名も「金官」と変更されたが、日本側では引き続き旧称の「任那」が用いられたとする説を唱えている。中国及び朝鮮史料の解釈ではこちらの用法が多いが、『日本書紀』では532年に金官国が新羅に征服されてからも、それ以外の地域が相変わらず任那とよばれているから『日本書紀』の用法は後述の「広義の任那」である。

### 広義の任那
広義の任那は、任那諸国の汎称である。後述の諸史料のうち日本史料では任那と加羅は区別して用いられ、任那を任那諸国の汎称として用いている。中国及び朝鮮史料の解釈でも、広義では任那諸国全域の総称とする説がある。百済にも新羅にも属さなかった領域＝広義の任那の具体的な範囲は、例えば478年の倭王武の上表文にみられる「任那・加羅・秦韓・慕韓」にて推測できる。ここにでてくる四者のうち、任那は上記の「狭義の任那」＝金官国（及び金官国を中心とする諸国）。同じく加羅は上記の「狭義の加羅」＝大加羅（及び大加羅を中心とする諸国）。秦韓はかつての辰韓12国のうちいまだ新羅に併合されず残存していた諸国、例えば卓淳国や非自本国、啄国など。慕韓はかつての馬韓52国のうちいまだ百済に併合されず残存していた諸国、例えば百済に割譲された任那四県など、にそれぞれ該当する。『日本書紀』ではこれらの総称として任那という地名を使っているが、これらはこの後、徐々に新羅と百済に侵食されていったため、時期によって任那の範囲は段階的に狭まっており、領域が一定しているわけではないので注意が必要である。
田中俊明は、朝鮮・中国の史料では任那を加羅諸国の汎称として用いることはなく金官国を指すものと結論し、『日本書紀』においても特定国を指す用法があるとともに、総称としての用法が認められるがそれは『日本書紀』に独自の特殊な用法だと主張した。権珠賢は、日本、朝鮮、中国の金石文を含む23種類の史料における任那と加羅の全用例を精査し、任那は特定の小国の呼称ではなく、百済にも新羅にも属さなかった諸小国の総称であること、任那の範囲と加羅の範囲は一致しないこと、任那という呼称は倭国と高句麗による他称であると主張している。吉田孝は、『日本書紀』が加羅諸国を総称して任那と呼んだとする田中説が一般化したことを批判し、『日本書紀』の任那の用法は、「ヤマト」が大和国を指すと同時に倭国全体を指すのと同様に、任那加羅（金官国）を指すと同時に任那加羅を中心とする政治的領域の全体を指したものであると主張している。
森公章によると、現在（2015年）は任那は百済や新羅のような領域全般ではなく、領域内の小国金官国を指す場合が多く、それらの複数の小国で構成される領域全般が加耶と称すという学説が有力視されているという。

### 「任那四県」という表記について
『日本書紀』において、任那の土地は「県」と表される。これについては、春秋戦国時代において、某国が周囲の国を滅ぼしたときに設置された「県」と同じ用法であり、百済人が用いた言葉であるとする説が存在する。

### 「任那四県」割譲
『日本書紀』によると、513年、百済は倭国に五経博士段楊爾を貢したが、3年後に段楊爾を帰国させ、かわって漢高安茂を貢し、554年に馬丁安にかえ、王道良、王柳貴、王保孫、王有㥄陀、潘量豊、丁有陀を倭国に貢した（貢した＝「貢ぎ物を差し上げる」）と記録している。五経博士の貢上は、512年から513年に倭国が百済に任那四県を割譲したことへの返礼といわれる。

### 任那日本府
1960年代頃から朝鮮半島では民族主義史学が広がり、実証主義への反動から、記紀に記されているヤマト王権の直接的な任那支配は誇張されたものだとの主張がなされた（後述）。
1983年、姜仁求（嶺南大学）は、慶尚南道の松鶴洞1号墳について、全長66メートル、後円径37・5メートルと実測し、後円部上に石材が露呈するが、それは鳥居龍蔵が1914年に発掘した竪穴式石室の一部であり、前方部が若干丸みを帯びているが、円墳2基ではなく前方後円墳であると発表した。しかし、その後、松鶴洞1号墳は、築成時期の異なる3基の円墳が偶然重なり合ったもので、前方後円墳ではないとする見解を韓国の研究者が提唱したが、松鶴洞1号墳は、日本の痕跡を消すために、改竄工事を行った疑惑が持たれている。これに関して1996年撮影写真は前方後円墳であったものが、2012年撮影写真では3つになっているという指摘がある（出典に写真あり）。
朝鮮半島南西部では前方後円墳の発見が相次ぎ、これまでのところ全羅南道に11基、全羅北道に2基の前方後円墳があることが確認されている。
また朝鮮半島の前方後円墳は、いずれも5世紀後半から6世紀中盤という極めて限られた時期に成立したもので、百済が南遷して併呑を進める以前に存在した任那地域の西部や半島の南端部に存在し、円筒埴輪や南島産貝製品、内部をベンガラで塗った石室といった倭系遺物を伴うことが知られている。
ヤマト王権の勢力を示す他の傍証としては、新羅・百済・任那の勢力圏内で大量に出土（高句麗の旧領では稀）しているヒスイ製勾玉などがある。戦前の日本の考古学者はこれをヤマト王権の勢力範囲を示す物と解釈していたが、戦後には朝鮮から日本へ伝来したものとする新解釈が提唱されたこともあった。しかし、朝鮮半島にはヒスイの原産地がなく、古代においては東アジア全体でも日本の糸魚川周辺以外にヒスイ工房が発見されないことに加えて、最新の化学組成の検査により朝鮮半島出土の勾玉が糸魚川周辺遺跡のものと同じことが判明し、日本からの輸出品であることがわかった。
2010年、日本と韓国政府の支援を受けた共同調査チームは、朝鮮半島南部と加耶は古代日本の植民地ではなかったが、日本人は6世紀に活動を開始したと発表した。 『朝鮮日報』は今回の声明が両国外交関係の転換点になると考えている。
そのため、任那や加羅地域とその西隣の地域において支配権、軍事動員権および徴税権を有していた集団が、ヤマト王権と深い関連を持つ者達だった。ただしそれらは、ヤマト王権に臣従した在地豪族であって、ヤマト王権から派遣された官吏や軍人ではないという意見が有力である（詳しくは任那日本府）。ともあれ、少なくとも軍事や外交を主とする倭国の機関があり、倭国は任那地域に権限と権益（おそらく製鉄の重要な産地があった）を有していたであろう。吉田孝は、「任那」とは、高句麗・新羅に対抗するために百済・倭国（ヤマト王権）と結んだ任那加羅（金官国）を盟主とする小国連合であり、いわゆる伽耶地域とは一致しないこと、倭国が置いた軍事を主とする外交機関を後世「任那日本府」と呼んだと主張し、百済に割譲した四県は倭人が移住した地域であり、532年の任那加羅（金官加羅）滅亡後は安羅に軍事機関を移したが、562年の大加羅の滅亡で拠点を失ったと主張した。

### 韓国民族史観に基づく解釈
現代韓国では、記紀、考古学的成果、広開土王碑、『宋書』倭国伝等の歴史史料に対し、民族史観に基いた解釈を官学挙げて積極的に推進している。
1963年、金錫亨は「分国論」を発表した。これは日本列島に移住した加耶人が広島・岡山に、新羅人が東北地方にそれぞれ分国を建てていたとする説で、任那日本府の問題については各分国がこれを争った事だと解釈する。この主張に対しては、「任那日本府」を否認するために『日本書紀』を批判しておきながら同資料に登場する出雲神話・天孫降臨・神武東征などを歴史的事実と認めて日本列島内の「分国」の存在を導き出すのは自己矛盾であり、また中国史料をはじめとして日本史料（『日本書紀』『古事記』）や朝鮮史料（『三国史記』『三国遺事』）などに論を補強する傍証となるような有用な記事が存在しない、などの批判がなされ全く支持されなかった。
1970年代に入り、こうした学風に同調する日本人研究者の井上秀雄は、「任那日本府」とは『日本書紀』が引用する『百済本記』において見られる呼称であるものの、実際の同資料の記述からは任那日本府とヤマト王権とは直接的には何の関係も持たないことが読み取れるが、6世紀末の百済が高句麗・新羅に対抗するために倭国（ヤマト王権）を懐柔しようとして『魏志』（『三国志』）韓伝において朝鮮半島南部の諸国を意味していた「倭」と日本列島の倭人の政権とを結びつけたもので、それがヤマト王権の勢力が早くから朝鮮半島南部に及んでいたかのような印象を与えているに過ぎない、と主張した。
金鉉球は、『日本書紀』には倭が任那日本府を設置して朝鮮半島南部を支配しながら百済・高句麗・新羅三国の文化を搬出していったことになっているのに、韓国の中学校・高校の歴史教科書では三国の文化が日本に伝播される国際関係は説明がなされずにただ三国が日本に文化を伝えた話だけを教えているとして、さらに朝鮮の最古の史書は12世紀の『三国史記』であり古代の史書は存在しないために教科書の当該の記述は全て『日本書紀』から引用しているが、同資料を引用して倭が朝鮮半島南部を支配したという任那日本府説を韓国の学界が拒否するのは明白な矛盾であり、こうしたダブルスタンダードゆえに日本の学界が韓国の学界を軽く見ているのではないか、と指摘している。

### 日本史学に基づく解釈
朝鮮学会編『前方後円墳と古代日朝関係』（2002年）では、西谷正は倭人系百済官僚が栄山江流域に存在したと主張し、山尾幸久は、倭人の有力者が百済に移住し、百済女性との間に儲けた二世が外交の使者になっている例を挙げ、そのような倭人系百済官僚の存在を主張した。田中俊明は、倭との関係が深く百済と一定の距離を置いていた特定の首長層の墓と主張している。
鬼頭清明は、日本列島の「倭」から派遣された官人で構成される「任那倭府」と「任那阜岐等」とが合議機関をもっていたと指摘している。すなわち、6世紀初頭の加羅諸国は、部族的段階に停滞していたのではなく、高霊、加羅、安羅、多羅のように、早岐層（加耶諸国の政治首長）が分解、早岐（上早岐）- 下早岐の政治的身分関係の端緒を形成しており、政治的自立を強めつつある諸国が生じた。しかし、諸国はそれらの上に超越する統一体をつくるにはいたらず、外交を中心とする合議体にとどまり、この合議体も、6世紀に新羅、百済の介入や自立を強めつつある諸国のために地位を弱めた。そして、この合議体に「任那倭府」が参加していた。5世紀以前は、朝鮮南部を含む地域の政治勢力を「倭」といったが、5世紀末と6世紀はじめにかけて朝鮮の「倭」は衰退して日本列島に撤退した。これこそが加羅諸国自立の裏面の事実であるが、撤退した朝鮮の「倭」は、6世紀前半には、母国（朝鮮）に官人を派遣した。以上が「任那倭府」の実態である。そして、3世紀後半の『魏志』韓伝・倭人伝と5世紀前半の『後漢書』は、「倭は朝鮮半島南部の狗邪韓国をふくんでおり、それが弁辰と接している」というのが「3世紀から5世紀の中国人の認識であったことはまちがいない」、しかし、5世紀後半の『宋書』ではその認識がなくなり、6世紀はじめの『南斉書』では加羅国伝が立てられるようになり、この「史料上の変化に対応する歴史的事実とは、倭の朝鮮半島からの退去、加羅諸国の自立化の進展」であり、それを裏付ける史料は以下3点である。
上記の記述は、3世紀後半の中国の史官の共通認識とみるのが妥当であり、これらの史料から、朝鮮半島南部に倭人が進出していた。

## 各種史料

### 中国史料における任那

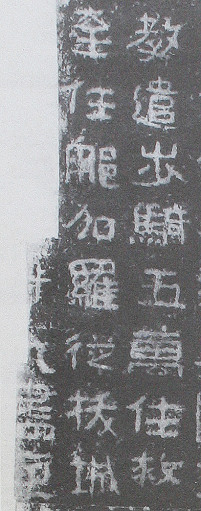
広開土王碑　拓本部分

『日本書紀』（720年成立）よりも古い記述を含む。
- 『三国志』魏書東夷伝・弁辰諸国条の「弥烏邪馬」が任那の前身とする説がある。
- 広開土王碑文（414年建立） : 永楽10年（400年）条の「任那加羅」が史料初見とされている。
- 『宋書』では「弁辰」が消えて、438年条に「任那」が見え、451年条に「任那、加羅」と2国が併記される。その後の『南斉書』も併記を踏襲している。
- 『梁書』は、「任那、伽羅」と表記を変えて併記する。
- 525年前後の状況を記載した『梁職貢図』百済条は、百済南方の諸小国を挙げているが、すでに任那の記載はない。
- 『翰苑』（660年成立）新羅条に「任那」が見え、その註（649年 - 683年成立）に「新羅の古老の話によれば、加羅と任那は新羅に滅ばされたが、その故地は新羅国都の南700〜800里の地点に並在している。」と記されている。
- 『通典』（801年成立）辺防一新羅の条に「加羅」と「任那諸国」の名があり、新羅に滅ぼされたと記されている。

『太平御覧』（983年成立）、『冊府元亀』（1013年成立）もほぼ同様に記述している。
なお、宋書倭国伝によると、451年に、宋朝の文帝は、倭王済（允恭天皇に比定される）に「使持節都督倭・新羅・任那・加羅・秦韓・慕韓六国諸軍事」の号を授けたという。また、478年に、宋朝の順帝は、倭王武（雄略天皇に比定される）に「使持節都督倭・新羅・任那・加羅・秦韓・慕韓六国諸軍事、安東大将軍、倭王」の号を授けたという。

### 『日本書紀』における任那
第11代垂仁天皇が垂仁2年の冬10月、朝鮮半島から来日した加羅国王の息子都怒我阿羅斯等（つぬがあらしと）に赤絹を下賜し、先代崇神天皇の諱である「みまな」（任那、弥摩那、彌摩那）を国名にするよう詔したうえ、帰国させたとされる。
『日本書紀』（720年成立）崇神天皇条から天武天皇条にかけて「任那」が多く登場する。
- 崇神天皇65年と垂仁天皇2年の条は一連の記事で、任那と日本の最初の関係の起源を語る。
- 応神天皇7年と25年の記事のうち25年の条は『百済本記』の引用である。
- 雄略天皇7年のあたりからかなり詳しい伝承がふえ、同天皇8年の記事では「日本府行軍元帥」の文字がみえ、倭の五王の三韓における軍事指揮権との関係が推察される。同21年の記事は有名な百済の一時滅亡と熊津での百済再建に絡んでの記事である。
- 顕宗天皇3年、阿閉臣事代が任那に赴いたこと、紀生磐宿禰が任那に拠って自立の勢いを示したことが見える。
- 継体天皇3年にも記事があり、同天皇6年の条は有名な「四県二郡割譲事件」の記事、同21年の条は「磐井の乱」に絡んでの記事である。23年、24年にも金官加羅の滅亡の前後をめぐる詳しい伝承がある。
- 宣化天皇2年、大伴狭手彦を任那に派遣した。
- 欽明天皇からはおびただしく記事が増え、ほぼ毎年任那関係の事件が見える。欽明2年（541年）4月の条に「任那」に「日本府」を合わせた「任那日本府」が現れ、同年秋7月の条には「安羅日本府」も見える。同天皇23年（562年）の条には、加羅国（から）、安羅国（あら）、斯二岐国（しにき）、多羅国（たら）、率麻国（そつま）、古嵯国（こさ）、子他国（こた）、散半下国（さんはんげ）、乞飡国（こつさん、さんは、にすいに食）、稔礼国（にむれ）の十国の総称を任那と言う、とある。

地理上、任那が朝鮮半島における日本に最も近い地域であり、重要な地域であったことに由来し、日本の史料が最も豊富な情報を提供している。これらの史料によると日本（倭）は、任那滅亡後に新羅に「任那の調」を要求し、それに従って新羅が調（貢物）を納めていた事実が書かれている。
なお、『日本書紀』継体紀23年（529年）条、継体紀24年（530年）条には「任那王己能末多干岐」という人物が登場するが、「己」は「巳」の誤記であり、己能末多干岐は任那王ではなく、加羅王の異脳王であるとする説が存在する。
任那の滅亡
西暦562年、任那日本府が新羅によって滅ばされた。
新羅による任那征服と推古朝の新羅征討
『日本書紀』によれば、飛鳥時代にも朝鮮半島への軍事行動が計画された。滅亡した任那を回復するための「征討軍」が推古朝に三度、計画され、一度目は新羅へ侵攻し、新羅は降伏している。
推古8年（西暦600年）2月で、倭国は任那を救援するために新羅へ出兵した。境部臣（さかひべのおみ）が征討大将軍に任命され、副将軍は穂積臣であった。五つの城が攻略され、新羅は降伏した。さらに、多多羅（たたら）、素奈羅（すなら）、弗知鬼（ほちくい）、委陀（わだ）、南迦羅（ありひしのから）、阿羅々（あらら）の六つの城が攻略された。難波吉士神（なにわのきしみわ）を新羅に派遣し、また難波吉士木蓮子（なにわのきしいたび）を任那に派遣し、両国が倭国に朝貢を約させた。しかし、倭国の軍が帰国したのち、新羅はまた任那へ侵攻した。翌推古9年（601年）3月には、大伴連囓（おほとものむらじくひ）を高麗（こま）に派遣し、坂本臣糠手（さかもとのおみあらて）を百済へ派遣し、任那救援を命じた。
推古10年（602年）2月、聖徳太子の弟来目皇子が新羅征討将軍として軍二万五千を授けられる。4月に軍を率いて筑紫国に至り、島郡に屯営した。6月3日、百済より大伴連囓と坂本臣糠手が帰国する。しかし、来目皇子が病を得て新羅への進軍を延期とした。来目皇子は、征討を果たせぬまま、翌推古11年（603年）2月4日、筑紫にて薨去。来目皇子は、周防の娑婆（遺称地は山口県防府市桑山）に殯し、土師猪手がこれを管掌した。
推古11年（603年）4月、来目皇子の兄当摩皇子（たぎまのみこ）が新羅征討将軍に任命される。推古11年（603年）7月3日、難波より出航し、7月6日に播磨に到着するが、妻の舎人皇女（欽明天皇の皇女）が赤石に薨去したため、当摩皇子は朝廷に帰還し、計画は潰えた。
その後、大化2年（646年）2月まで任那は高麗・百済・新羅とともに倭国へ調を納めていたが、同年9月に高向博士黒麻呂（高向玄理）が新羅へ派遣され、質（人質）を送ることと引き替えに、これまで「任那の調」の代行納入を新羅に求めることは廃止され、質として金春秋（後の武烈王）が来日している。

### その他の日本史料における任那
- 『肥前風土記』（713年成立）松浦郡条に「任那」が見える。
- 『新撰姓氏録』（815年成立）は、任那に出自を持つ10氏とそれぞれの祖が記載されている。「任那」のほか「彌麻奈」、「三間名」、「御間名」と表記される。三間名公の記事には、御間城入彦天皇（崇神天皇）の「御間城」に因んだ国号だとする命名説話があり、吉田連の記事には同天皇の時に吉田氏（孝昭天皇後裔）の祖・塩乗津彦命が任那鎮守として赴任したことが見え、これが任那日本府の起源とされる。
- 『新撰姓氏録』に登場する任那王は以下の通りである[45]。
  - 賀羅賀室王
  - 都怒我阿羅斯等
  - 牟留知王
  - 富貴王
  - 尓利久牟王
  - 龍主王
  - 佐利王（龍主王の孫）
- 『日本霊異記』下巻第三十には、聖武天皇・光仁天皇・桓武天皇の時代の紀伊国名草郡の人として観規（俗名は三間名干岐）が登場する。彼の先祖の氏寺は名草郡能応里（現在の和歌山市納定）にあったという。

### 朝鮮半島史料における任那
朝鮮半島史料は編纂の際に呼称を原資料の記述から書き換える傾向がある。任那は次の2つの記載しかなく、最も早いものでも10世紀の成立である。
- 『鳳林寺真鏡大師宝月凌空塔碑文』（924年成立）：大師の俗姓について「任那の王族に連なる新金氏」としており、ここでの任那は金官加羅を指すとされている。
- 『三国史記』（1145年成立）：本紀には現われず列伝に1例が認められるのみである（巻46・強首伝：「臣本任那加良人」）。

## 政治問題化
2015年4月、韓国の国会は、日本の歴史教科書に任那の記述があることを糾弾する「安倍政府の独島領有権侵奪と古代史歪曲に対する糾弾決議案」を採択した。